# Milan Siljanov
Milan Siljanov (* 30. August 1987 in Zürich) ist ein Schweizer Opern-, Konzert- und Liedsänger in der Stimmlage Bassbariton.

## Biografie

### Wirken als Opernsänger
Milan Siljanov studierte Klavier und Gesang an der Zürcher Hochschule der Künste. Mit dem Opera Course der Guildhall School of Music and Drama in London rundete er seine Ausbildung ab. Von 2016 bis 2018 war er Mitglied des Opernstudios der Bayerischen Staatsoper und stellte in dieser Zeit kleine und mittlere Rollen wie z. B. den Besenbinder in Hänsel und Gretel und den Antonio in der Premierenbesetzung von Le nozze di Figaro dar. 2018 wirkte er bei einer Produktion des Opernstudios im April als Dorfrichter Adam in Viktor Ullmanns Der zerbrochene Krug mit.
Mit Beginn der Spielzeit 2018/2019 wurde er in das Ensemble der Bayerischen Staatsoper übernommen und stellte dort neben kleinen und mittleren Rollen den Leporello (Don Giovanni), den Dulcamara (L’elisir d’amore) und den Wilderer Haraschta (Das schlaue Füchslein) dar. 2022 gab er an der Irish National Opera, Dublin sein Debüt als Escamillo in Carmen und am Theater an der Wien als Förster in Das schlaue Füchslein; in letzterer Rolle trat er 2024 auch an der Opéra National de Paris auf.

### Wirken als Konzert- und Liedsänger
Solopartien als Bassist übernahm Siljanov in Werken für Soli, Chor und Orchester wie dem Requiem von Wolfgang Amadeus Mozart und der Messa da Requiem von Giuseppe Verdi. In der Lyrischen Symphonie von Alexander Zemlinsky sang er 2024 das Baritonsolo. Als Liedsänger arbeitet er mit der georgischen Pianistin Nino Chokhonelidze zusammen, mit der er schon Erfolge bei bedeutenden Wettbewerben verzeichnen konnte. Zum Repertoire dieses Liedduos zählen Lieder der deutschen Romantik, darunter Schuberts Liederzyklus Winterreise.

## Preise und Auszeichnungen
- Margie Weideman Preis und Publikumspreis für Lied Duo beim 50. Internationalen Gesangswettbewerb von ’s-Hertogenbosch (2014)[14]
- 1. Preis und Perth International Arts Festival Prize beim Wigmore Hall/Kohn Foundation International Song Competition (2015)[15]
- 2. Preis und Publikumspreis beim Internationalen Musikwettbewerb der ARD (2018)[16]

## Diskografie
- Antonín Dvořák: Stabat Mater op. 58. Polina Pastirchak, Sopran, Anke Vondung, Mezzosopran, Sung Min Song, Tenor, Milan Siljanov, Bass, Chorwerk Ruhr, Bochumer Symphoniker unter Florian Helgath. CD erschienen bei Coviello (2025).
- Echoes of Eternity: Lieder von Franz Schubert, Johannes Brahms, Frank Martin (1890–1974). Nino Chokhonelidze (Klavier). CD erschienen bei Prospero (2025).